# Notiobiella viridis
Notiobiella viridis är en insektsart som beskrevs av Tillyard 1916. Notiobiella viridis ingår i släktet Notiobiella och familjen florsländor. Inga underarter finns listade i Catalogue of Life.